# Фабрична (платформа)
55°34′22″ пн. ш. 38°12′24″ сх. д. / 55.572777777778° пн. ш. 38.206666666667° сх. д.
Фабрична (рос. Фабричная) — зупинний пункт Рязанського напрямку Московської залізниці, у складі лінії МЦД-3, в місті Раменське. Відкрито в 1936 році для працівників ткацько-прядильної фабрики «Червоний прапор».
Поруч розташований футбольний стадіон «Червоний прапор», дві зупинки міських автобусів, роздрібний ринок. Неподалік знаходиться Раменська центральна районна лікарня.
Зупинний пункт складається із двох платформ. Платформа № 1 є основною, обладнана терміналами АСКП та приймає поїзди у напрямку на Москву та більшу частину приміських поїздів у напрямку на Голутвін. Платформа № 2 призначена для розвантаження основної платформи та приймає деякі приміські поїзди, що прямують у далеке Підмосков'я, до таких станцій, як Голутвін та Рязань. Платформа № 2 не має сполучення з пішохідним мостом та турнікетами не обладнана.